# Taça dos Clubes Campeões Europeus de 1962–63
A Taça dos Campeões Europeus 1962–63 foi a oitava edição do principal torneio de clubes de futebol da Europa. Milan conquistou o título depois de vencer o então campeão europeu Benfica por 2–1 na final em Wembley com dois gols marcados por Mazzola, que terminou como artilheiro da competição, para a equipe italiana. O único gol para o time português na decisão foi anotado por Eusébio.
Essa temporada teve a estreia de um clube da Albânia em Ligas dos Campeões quando o FK Partizani Tirana enfrentou duas vezes o IFK Norrköping da Suécia, perdendo por 0–2 na partida de ida e empatando por 1–1 na de volta.

## Esquema
| Fase Preliminar  | Fase Preliminar | Fase Preliminar | Fase Preliminar |  |                | Primeira Fase    | Primeira Fase | Primeira Fase | Primeira Fase |  |  | Quartos-de-final | Quartos-de-final | Quartos-de-final | Quartos-de-final |  |  | Meias-finais | Meias-finais | Meias-finais | Meias-finais |  |  | Final    | Final |
|                  |                 |                 |                 |  |                |                  |               |               |               |  |  |                  |                  |                  |                  |  |  |              |              |              |              |  |  |          |       |
| Dinamo Bucareste | 1               | 0               | 1               |  |                |                  |               |               |               |  |  |                  |                  |                  |                  |  |  |              |              |              |              |  |  |          |       |
| Galatasaray SK   | 1               | 3               | 4               |  |                | Galatasaray      | 4             | 0             | 4             |  |  |                  |                  |                  |                  |  |  |              |              |              |              |  |  |          |       |
| Polonia Bytom    | 2               | 4               | 6               |  | Polonia Bytom  | 1                | 1             | 2             |               |  |  |                  |                  |                  |                  |  |  |              |              |              |              |  |  |          |       |
| Panathinaikos    | 1               | 1               | 2               |  |                |                  |               |               |               |  |  | Galatasaray      | 1                | 0                | 1                |  |  |              |              |              |              |  |  |          |       |
| AC Milan         | 8               | 6               | 14              |  |                |                  |               |               |               |  |  | AC Milan         | 3                | 5                | 8                |  |  |              |              |              |              |  |  |          |       |
| Union Luxembourg | 0               | 0               | 0               |  |                | AC Milan         | 3             | 1             | 4             |  |  |                  |                  |                  |                  |  |  |              |              |              |              |  |  |          |       |
| Floriana FC      | 1               | 0               | 1               |  | Ipswich Town   | 0                | 2             | 2             |               |  |  |                  |                  |                  |                  |  |  |              |              |              |              |  |  |          |       |
| Ipswich Town     | 4               | 10              | 14              |  |                |                  |               |               |               |  |  |                  |                  |                  |                  |  |  | AC Milan     | 5            | 0            | 5            |  |  |          |       |
| CSKA Sofia       | 2               | 4               | 6               |  |                |                  |               |               |               |  |  |                  |                  |                  |                  |  |  | Dundee FC    | 1            | 1            | 2            |  |  |          |       |
| Partizan         | 1               | 1               | 2               |  |                | CSKA Sofia       | 2             | 0             | 2             |  |  |                  |                  |                  |                  |  |  |              |              |              |              |  |  |          |       |
| Real Madrid      | 3               | 0               | 3               |  | Anderlecht     | 2                | 2             | 4             |               |  |  |                  |                  |                  |                  |  |  |              |              |              |              |  |  |          |       |
| Anderlecht       | 3               | 1               | 4               |  |                |                  |               |               |               |  |  | Anderlecht       | 1                | 1                | 2                |  |  |              |              |              |              |  |  |          |       |
| Shelbourne       | 0               | 1               | 1               |  |                |                  |               |               |               |  |  | Dundee FC        | 4                | 2                | 6                |  |  |              |              |              |              |  |  |          |       |
| Sporting         | 2               | 5               | 7               |  |                | Sporting         | 1             | 1             | 2             |  |  |                  |                  |                  |                  |  |  |              |              |              |              |  |  |          |       |
| Dundee FC        | 8               | 0               | 8               |  | Dundee FC      | 0                | 4             | 4             |               |  |  |                  |                  |                  |                  |  |  |              |              |              |              |  |  |          |       |
| Köln             | 1               | 4               | 5               |  |                |                  |               |               |               |  |  |                  |                  |                  |                  |  |  |              |              |              |              |  |  | AC Milan | 2     |
| Áustria Viena    | 5               | 2               | 7               |  |                |                  |               |               |               |  |  |                  |                  |                  |                  |  |  |              |              |              |              |  |  | Benfica  | 1     |
| HIFK             | 3               | 0               | 3               |  |                | Áustria Viena    | 3             | 0             | 3             |  |  |                  |                  |                  |                  |  |  |              |              |              |              |  |  |          |       |
| Stade Reims      | -               | -               | -               |  | Stade Reims    | 2                | 5             | 7             |               |  |  |                  |                  |                  |                  |  |  |              |              |              |              |  |  |          |       |
| Isento           | -               | -               | -               |  |                |                  |               |               |               |  |  | Stade Reims      | 0                | 1                | 1                |  |  |              |              |              |              |  |  |          |       |
| Servette         | 1               | 3               | 4 1             |  |                |                  |               |               |               |  |  | Feyenoord        | 1                | 1                | 2                |  |  |              |              |              |              |  |  |          |       |
| Feyenoord (Des.) | 3               | 1               | 4 3             |  |                | Feyenoord (Des.) | 1             | 2             | 3 (1)         |  |  |                  |                  |                  |                  |  |  |              |              |              |              |  |  |          |       |
| Fredrikstad FK   | 1               | 0               | 1               |  | Vasas Budapest | 1                | 2             | 3 (0)         |               |  |  |                  |                  |                  |                  |  |  |              |              |              |              |  |  |          |       |
| Vasas Budapest   | 4               | 7               | 11              |  |                |                  |               |               |               |  |  |                  |                  |                  |                  |  |  | Feyenoord    | 0            | 1            | 1            |  |  |          |       |
| IFK Norrköping   | 2               | 1               | 3               |  |                |                  |               |               |               |  |  |                  |                  |                  |                  |  |  | Benfica      | 0            | 3            | 3            |  |  |          |       |
| Partizani Tirana | 0               | 1               | 1               |  |                | IFK Norrköping   | 1             | 1             | 2             |  |  |                  |                  |                  |                  |  |  |              |              |              |              |  |  |          |       |
| Benfica          | -               | -               | -               |  | Benfica        | 1                | 5             | 6             |               |  |  |                  |                  |                  |                  |  |  |              |              |              |              |  |  |          |       |
| Isento           | -               | -               | -               |  |                |                  |               |               |               |  |  | Benfica          | 2                | 0                | 2                |  |  |              |              |              |              |  |  |          |       |
| Linfield         | 1               | 0               | 1               |  |                |                  |               |               |               |  |  | Dukla Praga      | 1                | 0                | 1                |  |  |              |              |              |              |  |  |          |       |
| Esbjerg          | 2               | 0               | 2               |  |                | Esbjerg          | 0             | 0             | 0             |  |  |                  |                  |                  |                  |  |  |              |              |              |              |  |  |          |       |
| Vörwarts Berlin  | 0               | 0               | 0               |  | Dukla Praga    | 0                | 5             | 5             |               |  |  |                  |                  |                  |                  |  |  |              |              |              |              |  |  |          |       |
| Dukla Praga      | 3               | 1               | 4               |  |                |                  |               |               |               |  |  |                  |                  |                  |                  |  |  |              |              |              |              |  |  |          |       |

## Primeira fase
| Equipe 1         | Total                   | Equipe 2         | 1.º jogo | 2.º jogo |
| ---------------- | ----------------------- | ---------------- | -------- | -------- |
| Milan            | 14–0[carece de fontes?] | Union Luxembourg | 8–0      | 6–0      |
| Floriana         | 1–14[carece de fontes?] | Ipswich Town     | 1–4      | 0–10     |
| Dinamo Bucharest | 1–4[carece de fontes?]  | Galatasaray      | 1–1      | 0–3      |
| Polonia Bytom    | 6–2[carece de fontes?]  | Panathinaikos    | 2–1      | 4–1      |
| CSKA Red Flag    | 6–2[carece de fontes?]  | Partizan         | 2–1      | 4–1      |
| Real Madrid      | 3–4[carece de fontes?]  | Anderlecht       | 3–3      | 0–1      |
| Shelbourne       | 1–7[carece de fontes?]  | Sporting         | 0–2      | 1–5      |
| Dundee           | 8–5[carece de fontes?]  | Köln             | 8–1      | 0–4      |
| Servette         | 4–4¹                    | Feyenoord        | 1–3      | 3–1      |
| Fredrikstad      | 1–11[carece de fontes?] | Vasas            | 1–4      | 0–7      |
| Austria Vienna   | 7–3[carece de fontes?]  | HIFK             | 5–3      | 2–0      |
| Vorwärts Berlin  | 0–4[carece de fontes?]  | Příbram          | 0–3      | 0–1      |
| Linfield         | 1–2[carece de fontes?]  | Esbjerg          | 1–2      | 0–0      |
| Norrköping       | 3–1[carece de fontes?]  | Partizani Tirana | 2–0      | 1–1      |

¹ Feyenoord venceu o Servette por 3–1 na partida de desempate.[carece de fontes?]
Nota: SL Benfica e Stade de Reims receberam o direito de começar na próxima fase.

## Segunda fase
| Equipe 1       | Total                  | Equipe 2      | 1.º jogo | 2.º jogo |
| -------------- | ---------------------- | ------------- | -------- | -------- |
| Galatasaray    | 4–2[carece de fontes?] | Polonia Bytom | 4–1      | 0–1      |
| Milan          | 4–2[carece de fontes?] | Ipswich Town  | 3–0      | 1–2      |
| CSKA Red Star  | 2–4[carece de fontes?] | Anderlecht    | 2–2      | 0–2      |
| Sporting       | 2–4[carece de fontes?] | Dundee        | 1–0      | 1–4      |
| Austria Vienna | 3–7[carece de fontes?] | Stade Reims   | 3–2      | 0–5      |
| Feyenoord      | 3–3¹                   | Vasas         | 1–1      | 2–2      |
| Norrköping     | 2–6[carece de fontes?] | Benfica       | 1–1      | 1–5      |
| Esbjerg        | 0–5[carece de fontes?] | Příbram       | 0–0      | 0–5      |

¹ Feyenoord venceu o Vasas por 1–0 na partida de desempate.[carece de fontes?]

## Quartas de final
| Equipe 1    | Total                  | Equipe 2  | 1.º jogo | 2.º jogo |
| ----------- | ---------------------- | --------- | -------- | -------- |
| Galatasaray | 1–8[carece de fontes?] | Milan     | 1–3      | 0–5      |
| Anderlecht  | 2–6[carece de fontes?] | Dundee    | 1–4      | 1–2      |
| Stade Reims | 1–2[carece de fontes?] | Feyenoord | 0–1      | 1–1      |
| Benfica     | 2–1[carece de fontes?] | Příbram   | 2–1      | 0–0      |

### Jogos de ida
| 23 de Janeiro de 1963 | Galatasaray | 1 – 3  | Milan                                       | BJK İnönü Stadium, Istambul            |
|                       | Köken 4'    | Report | Mora 34' (pen.) · Barison 39' · Mazzola 76' | Público: 20,952 Árbitro: Fritz Seipelt |

| 6 de Março de 1963 | Anderlecht         | 1 – 4  | Dundee                                    | Estádio de Heysel, Bruxelas            |
|                    | Lippens 36' (pen.) | Report | Gilzean 1', 18' · Cousin 46' · Penman 71' | Público: 64,703 Árbitro: Daniel Mellet |

| 6 de Fevereiro de 1963 | Stade de Reims | 0 – 1  | Feyenoord       | Parc des Princes, Paris                            |
|                        |                | Report | Kreijermaat 27' | Público: 30,733 Árbitro: Kurt Waldemar Tschenscher |

| 6 de Março de 1963 | Benfica         | 2 – 1  | Příbram        | Estádio da Luz, Lisboa             |
|                    | Coluna 54', 85' | Report | Vacenovský 63' | Público: 60,603 Árbitro: Ken Aston |

### Jogos de volta
| 13 de Março de 1963 | Milan                                      | 5 – 0  | Galatasaray | San Siro, Milão                      |
|                     | Pivatelli 11', 42' · Mazzola 50', 66', 69' | Report |             | Público: 22,882 Árbitro: Josef Stoll |

O Milan ganhou 8-1 no total.
| 13 de Março de 1963 | Dundee                 | 2 – 1  | Anderlecht   | Dens Park, Dundee                         |
|                     | Cousin 79' · Smith 82' | Report | Stockman 29' | Público: 38,232 Árbitro: Gottfried Dienst |

Dundee ganhou 6-2 no agregado.
| 13 de Março de 1963 | Feyenoord   | 1 – 1  | Stade de Reims | Estádio De Kuip, Rotterdam                   |
|                     | Kruiver 40' | Report | Akesbi 41'     | Público: 52,565 Árbitro: Gerhard Schulenburg |

Feyenoord ganhou 2-1 no total.
| 13 de Março de 1963 | Dukla Praga | 0 – 0  | Benfica | Strahov Stadium, Praga                  |
|                     |             | Report |         | Público: 43,989 Árbitro: Arthur Holland |

Benfica ganhou 2-1 no total.

## Semifinal
| Equipe 1  | Total                  | Equipe 2 | 1.º jogo | 2.º jogo |
| --------- | ---------------------- | -------- | -------- | -------- |
| Milan     | 5–2[carece de fontes?] | Dundee   | 5–1      | 0–1      |
| Feyenoord | 1–3[carece de fontes?] | Benfica  | 0–0      | 1–3      |

### Jogos de ida
| 24 de Abril de 1963 | Milan                                      | 5 – 1  | Dundee     | San Siro, Milão                            |
|                     | Sani 3' · Barison 47', 76' · Mora 51', 82' | Report | Cousin 23' | Público: 73,933 Árbitro: Vicente Caballero |

| 10 de Abril de 1963 | Feyenoord | 0 – 0  | Benfica | Estádio De Kuip, Rotterdam                 |
|                     |           | Report |         | Público: 51,826 Árbitro: Josef Kandlbinder |

### Jogos de volta
| 1 de Maio de 1963 | Dundee      | 1 – 0  | Milan | Dens Park, Dundee                          |
|                   | Gilzean 81' | Report |       | Público: 35,169 Árbitro: Lucien Van Nuffel |

O Milan ganhou 5-2 no total.
| 8 de Maio de 1963 | Benfica                                | 3 – 1  | Feyenoord       | Estádio da Luz, Lisboa                   |
|                   | Eusébio 18' · Torres 43' · Santana 63' | Report | Bouwmeester 81' | Público: 74,908 Árbitro: Joseph Barbéran |

O Benfica ganhou 3-1 no total.

## Final
| 22 de maio de 1963 | Milan           | 2–1[carece de fontes?] | Benfica     | Estádio de Wembley, Londres                          |
|                    | Mazzola 58' 66' |                        | Eusébio 18' | Público: 45,700 Árbitro: Arthur Holland (Inglaterra) |

| Taça dos Campeões Europeus 1962-63 |
| Itália                             |
| ---------------------------------- |
| Milan Campeão (1º título)          |

## Artilheiro
14 gols
- José Altafini "Mazzola" (Milan)